# Otmar Riedl
Otmar Riedl (12. září 1914 Kroměříž (místní část Bělidla) – 10. října 1994 Holešov) byl voják, příslušník československé zahraniční armády a příslušník výsadku Benjamin.

## Dětství a mládí
Narodil se 12. září 1914 v Kroměříži. Otec Otmar, pracoval jako ošetřovatel v léčebně pro duševně choré a matka Anna (rozená Hradilová) byla v domácnosti. Měl tři sourozence.
Obecnou školu a tři třídy měšťanské navštěvoval v Kroměříži. V roce 1928 nastoupil do učení u firmy Baťa ve Zlíně, u které poté zůstal i zaměstnán. Pro svou pracovitost, inteligenci a iniciativu byl z výroby převeden do prodejního oddělení a později vyslán do kurzu prodavačů, aranžérů, pedikérů a účetních. Prošel prodejnami obuvi v Třeboni, Malenovicích, Vysokém Mýtě a v Praze. Byl skromný, inteligentní, obětavý vlastenec, cvičil v Sokolu.

## Dospělost
V letech 1936 až 1939 vykonával základní vojenskou službu u Pěšího pluku 3 "Jana Žižky z Trocnova". V Kroměříži úspěšně absolvoval poddůstojnickou školu. V mobilizaci v roce 1938 velel družstvu pěšáků na Jižní Moravě, v pásmu polních opevnění v úseku Lednice. Dosáhl hodnosti desátníka s pověstí naprosto spolehlivého poddůstojníka. Byl demobilizován a v červenci 1939 znovu nastoupil k firmě Baťa. Krátce pracoval v jugoslávské pobočce Bati v Borovu (kam legálně vycestoval na protektorátní pas a jugoslávské vízum), dále měl pokračovat do Belgického Konga na pozici vedoucího filiálky. V Borovu ho ale zastihl počátek války. Domů se již nevrátil a spolu s dalšími kamarády vstoupil do čs. zahraniční armády. To, že tehdejší personální referent tento fakt zamlčel, sehrálo důležitou roli a pravděpodobně mu tím zachránil život.

### V zahraniční armádě
Na československém vyslanectví v Bělehradě obdržel cestovní pas a následovala cesta přes Řecko, Turecko a Sýrii do Francie. Dne 27. prosince 1939 byl prezentován v Agde a zařazen k 12. rotě doprovodných zbraní 1. pěšího pluku. Cvičil nejprve nováčky, později byl jmenován do funkce výkonného rotmistra. V kanceláři 12. roty bydlel společně s rotným Jozefem Gabčíkem a poznal zde i rotného Jana Kubiše.
S jednotkou se zúčastnil bojů na frontě.  Zažil boje na řece Loiře a ústup z fronty po uzavření příměří mezi Francií a Německem. Po pádu Francie odplul na nákladní lodi Rod El Farak 13. července 1940 do Velké Británie. Za prokázanou statečnost v boji ve Francii získal medaili Za chrabrost. Pro svou spolehlivost, odvahu i nenápadný zjev si ho mjr. Karel Paleček vybral pro speciální úkoly. V Londýně zažil několik náletů Luftwaffe. Od 29. lednu do 1. února 1941 absolvoval krátký parašutistický výcvik v podobě pozemního výcviku na syntetických aparátech a zařízeních. Nato byl převezen do sabotážního výcvikového střediska u Londýna. Poté se začal připravovat na vysazení do Protektorátu Čechy a Morava pod záštitou československé zpravodajské služby v Londýně.

### Operace Benjamin
Po několika odložených letech a nezdařeném pokusu byl nakonec vysazen 16. dubna 1941. Navigační chybou se tak ale nestalo v prostoru Kolínska u obce Křečhoř ve středních Čechách, ale v 460 km vzdáleném tyrolském Landecku. Byl zatčen, ale podařilo se mu četníky a poté i gestapo přesvědčit, že prchá z Jugoslávie do Čech a o své doklady byl okraden. Navíc se odvolával na své zaměstnání u firmy Baťa, což mu firma potvrdila. Po dvouměsíčním vězení byl eskortován do Čech. Okupaci prožil jako vedoucí prodejny Baťa v Trhových Svinech. Dne 13. září 1941 se oženil s prodavačkou f. Baťa Jaroslavou Kubíčkovou. Z manželství se narodily dvě dcery, Drahomíra a Nataša.
Kontakt s odbojem se mu navázat nepodařilo. Svou účast v operaci ukončil v květnu 1945 přihlášením se na ministerstvu národní obrany.

### Po válce
Od 11. června 1945 do 1. září 1946 pracoval v 2. oddělení hlavního štábu MNO. Odtud odešel na vlastní žádost a vrátil se k firmě Baťa. Zde pracoval do roku 1948, po roce 1948 zůstal u znárodněné firmy jako vedoucí prodejny. Od roku 1952 až do odchodu do důchodu v roce 1970 pracoval jako vedoucí obchodního domu n. p. Textil Gottwaldov.
Dne 16. října 1990 byl jmenován podplukovníkem v záloze. Zemřel v ústraní 10. října 1994 v Holešově, pohřben je na místním hřbitově.

## Vyznamenání
- 1940 –  Československá medaile Za chrabrost před nepřítelem
- 1944 –  Pamětní medaile československé armády v zahraničí se štítky Francie a Velká Británie
- 1945 –  Československý válečný kříž 1939
- 1945 –  Československá medaile za zásluhy I. stupně